# التعليم العالي في فلسطين
التعليم العالي في فلسطين يشكل ركيزة أساسية في التنمية البشرية والاقتصادية حيث يضم مجموعة من الجامعات والكليات التي تقدم برامج أكاديمية متنوعة. رغم التحديات السياسية والاقتصادية شهد التعليم العالي الفلسطيني تطور ملحوظ مع تزايد عدد المؤسسات التعليمية والطلاب الملتحقين بها. تواجه الجامعات الفلسطينية عقبات مثل نقص التمويل وصعوبة الوصول إلى الموارد البحثية إلا أنها تستمر في تقديم برامج تعليمية تهدف إلى تعزيز الكفاءات المحلية والمساهمة في التنمية المستدامة.

## نشأة التعليم العالي الفلسطيني وواقعه قبل قيام السلطة الفلسطينية:
خضع التعليم الرسمي في فلسطين منذ بداياته لسيطرة الإدارات الاستعمارية المتتالية، منذ الدولة العثمانية (1516-1917)، والانتداب البريطاني (1917-1948) ومن ثم الاحتلال الإسرائيلي (1948)، وسيطرته على الضفة الغربية وقطاع غزة (1967). ليصبح التعليم بالنسبة للفلسطينيين بعد خسارة الأرض الركيزة الأساسية والأداة المهمة في معركة الصمود والبقاء. وتعود نشأة أول مؤسسة تعليم عالي للكلية العربية التي تم انشاؤها في العام 1918 في القدس، وبها زرعت أول بذور مؤسسات التعليم العالي، وقد هدفت إلى إعداد المعلمين للمرحلة الابتدائية، وقد استقطبت الطلبة، وكانت تعد العدة لمنح درجة البكالوريوس، لكن وقوع النكبة حال دون ذلك، إذ تم إغلاقها لوقوعها في منطقة الحرم القدسي. وقد حاول الفلسطينيون في ثلاثينيات القرن العشرين إنشاء جامعة الأقصى في القدس، رداً على إنشاء الجامعة العبرية من قبل الاحتلال لكنهم قوبلوا بالرفض، وفي تلك الفترة أعلن عن إنشاء الجامعات العربية في دمشق والقاهرة وبغداد، كما أنشئت الجامعة الأمريكية في كل من بيروت والقاهرة وأصبحت ملاذاً للفلسطينيين من الميسورين.
وتعود نشأة التعليم العالي الحقيقية في فلسطين إلى أربعينيات القرن العشرين، إذ كان لنكبة عام 1948 الدور الكبير في سعي الفلسطينيين لإثبات وجودهم، وعد الاهتمام بالتعليم العالي: الملاذ الأمن لإيجاد مصادر الرزق الملائمة، واعتبر الأداة الأهم في الاستمرار والبقاء، وأنشئت المعاهد وكليات المجتمع التي هدفت إلى إعداد المعلمين ولكنها لم تلب طموح المتعلمين، فكان خيار القادرين منهم التوجه نحو الجامعات في الدول العربية منها والغربية، وتحمل الأعباء المادية الباهظة. وقد أسهمت وكالة الغوث الفلسطينية بإنشاء مدارس في الضفة الغربية، وكان تنامي الحاجة إلى مدرسين للعمل ضمنها من جهة، بالإضافة إلى حاجة سوق العمل في دول الخليج العربي الشباب متعلم الدافع وراء التحاق الشباب الفلسطيني بالتعليم، وبذلك ظهرت الكليات المتوسطة التي تمنح درجة الدبلوم المتوسط لإعداد المعملين، وقد تحولت هذه المعاهد لاحقاً في الستينيات والسبعينيات إلى جامعات، ومن أقدم هذه الجامعات وأكثرها عراقة جامعة النجاح، وجامعة بير زيت، أما في قطاع غزة فلم تنشأ أي معاهد أو كليات إذ التحق الفلسطينيون بالجامعات المصرية مجاناً بكونه الحل الأمثل للوضع في القطاع. وقد عد العام 1967 مفصلاً تاريخياً في حياة المجتمع الفلسطيني وتحدياً لبقاء مؤسسات التعليم عموماً والتعليم العالي خصوصاً، فقد شكل الاحتلال الإسرائيلي للضفة الغربية وقطاع غزة تحدياً وجودياً، إذ حاول الاحتلال الإسرائيلي عرقلة التعليم العالي أمام هذه المعاهد والكليات، إلا أنها بقيت حاضرة، وسعت باستمرار إلى توفير التعليم، وتطوير معارف الطلبة وإثرائها، وتبادل المعلومات مع المجتمع الأكاديمي الدولي. وفي واقع الحال أدى غياب القيادات المتخصصة لمؤسسات التعليم إلى إنتاج حلول مجتمعية، وأصبح للأفراد ذوي المكانة الاجتماعية والنفوذ الاقتصادي أو العلمي دوراً مهماً في دعم هذه المؤسسات، وظهرت أولى المبادرات في العام 1972 في كلية بيرزيت التي أعلنت عن تطوير التخصصات ومنح درجة البكالوريوس، كما حولت مدارس الفرير في القدس في عام 1973 إلى جامعة أطلق عليها جامعة بيت لحم: وأنشئت جامعة الخليل في عام 1980 بعد أن كانت كلية، إلى جانب كلية الشريعة التي تأسست منذ عام 1971 وأعلنت كلية النجاح في نابلس بوصفها جامعة في العام 1977 بعد أن كانت كلية متوسطة وفي عام 1978 تأسست الجامعة الإسلامية في غزة، ومع نهاية السبعينيات وبداية الثمانينيات أعلن افتتاح أربع كليات شكلت جامعة القدس.
كما تأسست في العقد الأخير من القرن العشرين عدد من الجامعات الفلسطينية، كجامعة الأزهر، جامعة القدس المفتوحة، جامعة الأقصى، جامعة الاستقلال، الجامعة الأمريكية في جنين، جامعة فلسطين، جامعة غزة، وجامعة الإسراء، ونتيجة لذلك أعلن عن مجلس جديد يدعى مجلس التعليم العالي بعد اجتماع الهيئات والنقابات والقيادات الجامعية، تم فيه تداول أمر التعليم العالي، وتحديد فلسفته وأهدافه، ودعمه والتخطيط له، ليشكل مظلة تنظم عمل الجامعات والكليات الجامعية الفلسطينية، وحدثت نقلة مهمة في العام 1990 نتيجة لتعديل نظام عمل المجلس وتشكيل لجان متخصصة، إذ أصبح من الضروري أخذ موافقة مجلس التعليم العالي لافتتاح أي تخصص جديد في أي جامعة أو كلية جامعية. والذي يعد أول حجر أساس لتثبيت دعائم الحوكمة في مؤسسات التعليم العالي. وبالرغم من ذلك؛ فقد تعرضت مؤسسات التعليم العالي منذ تفجير الانتفاضة الأولى في العام 1987 لعدة ممارسات من قبل الاحتلال بإغلاقها والذي استمر لعدة أعوام، وحرمان الطلبة من حقهم في التعليم، ما دفع الجامعات إلى إيجاد حلول لتعويض ذلك بالتدريس في أماكن خارج الجامعة، ووضع الخطط للتعامل مع هذه الظروف القسرية وتجاوزها مجلس التعليم العالي في القدس. إذ قام الاحتلال الإسرائيلي بمواجهة جهود التدريس خارج الحرم الجامعي كرد على عمليات الإغلاق، بالحد من التوسع في المباني والمرافق، ومن وصول الطلاب إلى المواد المكتبية تصاريح خاصة لاستيراد الكتب الجديدة، وعرقلة المساعدات المالية الخارجية خاصة تلك التي يكون مصدرها الدول العربية والعالم، وتقييد الحرية الأكاديمية من خلال فرض الأوامر العسكرية، والتعطيل المستمر لعملية التعلم نتيجة اعتقال الطلاب واستجوابهم، وإطلاق النار عليهم، ليس فقط من قبل الجيش، ولكن أيضا من قبل المستوطنين، ومضايقة خريجي الجامعات، الذين حرموا منذ عام 1992 من حقهم في التوظيف. وخلاصة القول أنه لم يكن للشعب الفلسطيني ومؤسساته أي سيطرة أو رقابة على التعليم عموماً، والتعليم العالي خصوصاً، وقد اتسم التعليم الفلسطيني في ظل الإدارة العسكرية الإسرائيلية بعدم كفاية الإمدادات والمرافق، وتقييد الوصول إلى مؤسسات التعليم نفسها، وميزانية تعليمية غير كافية، ومناهج دراسية غير مناسبة، وطاقم عمل إداري وتدريسي خاضع لسيطرة الأجهزة الأمنية.

## تطور التعليم العالي الفلسطيني بعد قيام السلطة الوطنية الفلسطينية ميزاته وتحدياته
يقتضي الحديث عن تطور التعليم العالي بعد قيام السلطة الوطنية الفلسطينية النظر إلى حدثين مهمين وهما إعلان قيام السلطة الوطنية في العام 1994 من جهة، وسيطرة حركة حماس على قطاع غزة في العام 2007 من جهة ثانية، والآثار المترتبة على ذلك سياسياً واقتصادياً واجتماعياً وخدمياً وثقافياً في كل من قطاع غزة والضفة الغربية، وبعد التعليم العالي أحد هذه القطاعات الخدمية المتأثرة، بالإضافة إلى حقيقة أن التعليم العالي الفلسطيني محدد بقيود سياسية فرضها واقع الاحتلال ومعاهدة السلام، وهو ما جعله غير قادر على وضع فلسفة تربوية خاصة به توجه مساره.
ورثت السلطة الوطنية الفلسطينية منذ العام 1994 بنية تعليمية منهكة نتيجة الاعتداء المنظم والمتواصل للاحتلال الإسرائيلي على القطاعات والمؤسسات الفلسطينية بما فيها التعليمية، إذ تم تشكيل وزارة التعليم العالي عام 1996 لتستكمل دور مجلس التعليم العالي الفلسطيني، الذي كان قائماً قبل قيام السلطة الوطنية الفلسطينية وبذلك أصبحت وزارتا التربية والتعليم العالي تحت سيطرة الفلسطينيين أنفسهم، وأتيحت لهم الفرصة الإجراء إصلاحات لتحسين جودة النظام وتوجيهه لتلبية متطلباتهم الاجتماعية، والاحتياجات الاقتصادية والثقافية هدفت إصلاحاتهم الأولى إلى توحيد النظم التعليمية في الضفة الغربية وقطاع غزة، وتطوير جديد للمنهج الوطني الفلسطيني يعتمد على الأولويات الوطنية. إلا أن غياب السيادة الوطنية الناتج عن غياب الحكومة الوطنية أدى إلى ظهور مشاكل كبيرة أمام قيام الوزارة بمهامها المختلفة من إعداد وتهيئة مؤسساتها في الدخول إلى القرن الحادي والعشرين بكفاءة.
ويظهر تأثير الظروف السياسية التي يعيشها الفلسطينيون تاريخياً في العملية التعليمية لاسيما في ظل الاحتلال الإسرائيلي وما تبعها من الانتفاضة الأولى والثانية، والإرهاب الذي تعرضت له الكوادر التعليمية والطلبة من الاحتلال وممارساته من خلال العدوان المستمر، واقتحام الجامعات، وإتلاف الكتب والأجهزة والوسائل التعليمية وتعطيل الدراسة في عدد من الكليات وإغلاقها بين فترة وأخرى، وهو ما أثر سلباً على تطوير الجامعات وتنفيذ خططها التنموية، كما كان الإقامة جدار الفصل العنصري تأثيراً كبيراً في عرقلة عملية التعليم، ومنع الطلبة من الوصول إلى جامعاتهم بالترهيب والقسر بالإضافة إلى عدم الاستقرار السياسي داخل منطقة السلطة الوطنية وانعكاسه على تطور عملية التعليم ونجاحها ونموها وتطورها، وبالرغم من ذلك فقد عملت السلطة الوطنية جاهدة - منذ تسلمها - على القيام بالإجراءات التي تسهم في تطوير عملية التعليم، وتوفير متطلباتها المادية وتقديم الموارد المالية اللازمة.
وقد عملت السلطة الوطنية الفلسطينية على إصدار القوانين الناظمة لعمل مؤسسات التعليم العالي، وبعد إصدار قانون التعليم العالي رقم 11 في العام 1998 من أهم الخطوات لتثبت أركان عملية التعليم الجامعي في فلسطين إذ قدم توصيفاً مفاهيماً واضحاً للتعليم العالي بكونه يمثل الدراسة الأكاديمية والمهنية المنتظمة في مؤسسة تعليم عال بعد الحصول على الشهادة الثانوية ضمن خطوات دراسية محددة، مقدماً توصيفاً لكل ما يتطلبه التعليم العالي من معطيات أكاديمية ومهنية وإدارية. كما قدم تعريفاً محدداً للبحث العلمي بكونه النشاط المنظم الذي يقوم به باحث أو باحثون في مؤسسة تعليم عالي أو مركز بحوث بهدف تشكيل المعرفة ونقلها أو استخدامها أو تطويرها. كما بين القانون 11 للعام 1998 وبشكل مفصل تعريف الجامعات والكليات النظرية والمهنية وشروط التعليم ضمنها، والشهادات التي يتم منحها من دبلوم وبكالوريوس ودبلوم عالي ماجستير ودكتوراه. وأوضحت المادة 2 من القرار بقانون رقم 6 لسنة 2018 بشأن التعليم العالي: "بأنه حق لكل فرد منى استوفى شروط الالتحاق التي تحددها الوزارة والمؤسسة التعليمية بما لا يقف حائلاً أمام ممارسة حق الفرد في التعليم العالي. وقد أوضح القانون 6 للعام 2018 تنوع أنظمة الدراسة الجامعية من التعليم النظامي والتعليم المفتوح والتعليم الالكتروني المعتمد على توظيف تقانة المعلومات والاتصال في عملية التعليم وشروط التعليم في كل منها. وتنظيم الجامعات إدارياً وعلمياً، كما صنف في المادة 17 مؤسسات التعليم العالي بالحكومية والعامة والخاصة.

### أهداف التعليم العالي في ظل السلطة الوطنية الفلسطينية
أقر قانون التعليم العالي رقم 11 للعام 1998 في المادة الرابعة من الفصل الثاني بأن التعليم العالي في فلسطين يهدف إلى فتح المجال أمام جميع الطلبة المؤهلين للالتحاق بالتعليم العالي ومتابعة الكفاءات العلمية وتنميتها في الداخل والخارج، وتشجيع حركة التأليف والترجمة والبحث العلمي ودعم برامج التعليم المستمر في مؤسسات التعليم العالي، وتمكين المجتمع الفلسطيني من التعامل مع المستجدات العلمية والتكنولوجية والمعلوماتية واستثمارها وتطويرها، وتلبية احتياجات المجتمع من الكوادر البشرية المؤهلة في القطاعات العلمية والثقافية المختلفة، التعاون مع الهيئات العلمية الدولية ودعم مؤسسات التعليم العالي والبحث العلمي وتطويرها، الاهتمام بدراسة الحضارة العربية والإسلامية، والعمل على إكساب الطلبة مهارات التفكير الناقد وتشجيع الابداع والابتكار العلمي وتنمية القدرة على البحث ومواكبة التقدم العلمي، وتنمية القيادة العلمية والروحية وإنشاء أفراد منتمين لوطنهم وعروبتهم وتعزيز روح التعاون والعمل الجماعي فيما بينهم، والسعي نحو تقدم العلم واحترام الحريات ونزاهة البحث العلمي وبناء الدولة على أسس سيادة القانون واحترام الحقوق والحريات. كما واكب التعليم العالي الفلسطيني خلال القرنين العشرين والحادي والعشرين التوجهات العالمية حول التعليم العالي ومتطلباتها الحضارية إذ جاء قانون التعليم العالي رقم 6 للعام 2018 المادة الرابعة ليؤكد ما بدأته التشريعات في العام 1998، كما يهدف التعليم العالي إلى تحقيق الحفاظ على الهوية الوطنية للشعب الفلسطيني، وتدعيم وحدته وترابطه في أماكن تواجده وتعزيز دور اللغة العربية في مراحل التدريس والبحث والترجمة وإعداد الكوادر البشرية المؤهلة من المتخصصين والأكاديميين والخبراء والفنيين في حقول المعرفة بأنواعها المختلفة بما ينسجم ومتطلبات التنمية المستدامة وتشجيع حركة التأليف والترجمة والبحث العلمي وتنميته، ودعم برامج التعليم المستمر التي تقدمها المؤسسة وإتاحة المجال أمام جميع الطلبة للالتحاق بالتعليم العالي وتعزيز التعاون بين مؤسسات التعليم العالي محلياً وإقليمياً ودولياً بما يتوافق والاحتياجات والأولويات الوطنية وتقوية وتفعيل منظومة التعليم المهني والتقني، وتعزيز ترابط وتكامل مكوناتها ودعم وتطوير المؤسسة ومراكز البحث العلمي والعمل على تنمية القيم الروحية والأخلاقية والإنسانية للطلبة، وخلق بيئة جامعية خالية من العنف.

## مقارنة لتطور التعليم العالي ما بين 1985 و2022 قبل وبعد قيام السلطة الفلسطينية

### المؤشرات والأدلة الكمية
يسهم تحليل المعلومات وتقديم المؤشرات الكمية حول التعليم العالي في فلسطين متمثلاً بالجامعات والكليات الجامعية في ضوء الإحصاءات منذ العام 1985 حتى العام 2022، في تقديم صورة واضحة لتطور قطاع التعليم في فلسطين ونموه خلال حقب زمنية تحمل معها العديد من الأحداث والتغيرات المحلية والإقليمية على المستويات المختلفة وانعكاس ذلك على أداء التعلم العالي وتأثره بها.

#### المؤشرات الكمية قبل اعلان السلطة الوطنية الفلسطينية
| الفترة                  | العام الدراسي | الجامعات | الكليات الجامعية | الطلبة المسجلون | الخريجون | العاملون في التدريس | المبتعثون للدراسة | الكتب والنشرات | الدوريات |
| ----------------------- | ------------- | -------- | ---------------- | --------------- | -------- | ------------------- | ----------------- | -------------- | -------- |
| قبل قيام السلطة الوطنية | 1986-1985     | 6        | 3                | 60458           | 2158     | 916                 | 244               | 309402         | 1811     |
| قبل قيام السلطة الوطنية | 1988-1987     | 6        | 3                | 30266           | 2660     | 956                 | 190               | 348948         | 1980     |
| قبل قيام السلطة الوطنية | 1989-1988     |          |                  |                 |          |                     |                   |                |          |
| قبل قيام السلطة الوطنية | 1990-1989     | 6        | 3                | 15852           | 983      | 1039                | 110               | 314944         | 1718     |
| قبل قيام السلطة الوطنية | 1991-1990     |          |                  |                 |          |                     |                   |                |          |
| قبل قيام السلطة الوطنية | 1992-1991     | 8        | 4                | 17351           | 1252     | 921                 | 70                | 349133         | 1827     |
| قبل قيام السلطة الوطنية | 1993-1992     | 8        | 4                | 20484           | 1411     | 1010                | 58                | 161735         | 442      |

يتبين من الجدول بالنظر إلى القيم الكمية المعطيات مؤسسات التعليم العالي خلال الأعوام من 1985 حتى العام 1993 أن الإغلاق الذي مارسه الاحتلال على مؤسسات التعليم العالي بعد الانتفاضة الأولى الذي استمر ثلاث سنوات منذ 1987 كان له الأثر على إمكانية إعلان إحصاءات حول تلك المرحلة لاسيما أن العمل كان جزئياً وفي ظروف قاهرة وخارج نطاق المؤسسات التعليمية، أو ما يعرف بالتعليم الشعبي المطارد ليعود التعليم داخل المؤسسات في العام 1991، وقد انعكس ذلك انخفاضاً في المؤشرات الكمية للتعليم حيث أعداد الطلبة والخريجين والمبتعثين للدراسة والمكتبات ومقتنياتها، وبالرغم من ذلك فقد تزايدت أعداد الأكاديميين التعليميين ممن حصلوا على شهادات من جامعات خارجية عربية وأجنبية، كما تزايدت أعداد مؤسسات التعليم العالي في محاولة المواجهة محاولات الاحتلال هدم منظومة التعليم العالي الفلسطيني.

##### مؤشر أعداد الجامعات
اتسم عدد الجامعات والكليات بالثبات خلال الأعوام من 1985 حتى العام 1988. وقد أوضح الدليل الصادر عن مجلس التعليم العالي في العام 1985 أن الجامعات الفلسطينية قد بلغت 6 جامعات وهي: الجامعة الإسلامية في غزة، جامعة بيت لحم، جامعة بير زيت، جامعة الخليل، جامعة القدس، وجامعة النجاح الوطنية، وثلاث كليات، هي: كلية الخليل الفنية الهندسية، وكلية العلوم الإسلامية، وكلية القدس، وكذلك كلية قلقيلية، ومن ثم طرأ عليها تطوير في العام 1990 إذ زاد عدد الجامعات لتصبح ست جامعات وهي جامعة بيرزيت، جامعة بيت لحم، جامعة الخليل، جامعة القدس، جامعة النجاح الوطنية الإسلامية، وافتتحت جامعة القدس المفتوحة، وأربع كليات جامعية في جامعة القدس، وهي كلية العلوم والتكنولوجيا والآداب للبنات، والعربية للمهن الطبية، والدعوة وأصول الدين.

##### مؤشر أعداد الطلبة
أظهر الدليل العام 1985 في الإحصاءات تناقص أعداد المقبولين للعامين الدراسيين (1987-1988) عن العام 1986 بنسبة (34%)، وقد أوضح الدليل انخفاض الأعداد في العامين (1988-1989م) بنسبة 21% عن العام الذي سبقه، ويعود ذلك إلى إغلاق سلطات الاحتلال المؤسسات التعليمية بالإضافة إلى الظروف الاقتصادية، وهو ما انعكس أيضاً على أعداد المقبولين في الجامعات. وقد بين الدليل الاحصائي للعام 1990 استمرار الاغلاق حتى مايو 1990، وأعيد افتتاح ثلاث كليات وجامعة وهي جامعة بيت لحم، في حين استمر اغلاق أربع جامعات تحوي 80% في الطلبة، واستمر العمل بأسلوب التعويض خارج المؤسسات وضمن ما توفر من الإمكانيات، وقد عملت الهيئة التدريسية والإدارية على رسم السياسات التعليمية بالتعاون مع هيئات ومؤسسات دولية لإعادة فتح الجامعات والعمل على إبقاء دور الجامعات القادرة على أداء دورها بشكا ملائم، ونتيجة الجهود المبذولة تم افتتاح الجامعات وقد بلغ عددها في العام 1990-1991 سبع جامعات حكومية وجامعة تعليم مفتوح وأربع كليات جامعية.
كما أوضح الدليل الإحصائي للعام 1992-1993 زيادة في أعداد الطلبة بنسبة %11.7 وكذلك زيادة في عدد الخريجين بنسبة 43%، وذلك بالرغم من شح الموارد وسياسات الاحتلال، والصعوبات التي واجهت الطلبة والعاملين، إلا أن تظافر الجهود أسهم في مساعدتها على الوقوف في وجه الانهيار والنمو والتطور، إذ استطاعت مؤسسات التعليم العالي من العودة لوضعها الطبيعي والتكيف والصمود في وجه التحديات، كما بين دليل الجامعات والكليات الموجودة في الضفة الغربية وقطاع غزة والبالغ عددها 8 جامعات وهي جامعة بيرزيت، جامعة بيت لحم، الجامعة الإسلامية قطاع غزة، جامعة الخليل، جامعة القدس وتتضمن أربع كليات، وجامعة النجاح الوطنية، وبرنامج التعليم المفتوح ولها مراكز في مدن الضفة الغربية المختلفة وغزة، جامعة الأزهر.
ويتضح بالمقارنة بين الأعوام (1985-1993) تزايد عدد الجامعات في العام (1990-1991) من 6 إلى 8 جامعات، وتزايد عدد الكليات من 3 إلى 4 كليات، إلا أن أعداد الطلبة قد تناقصت نتيجة الحصار والترهيب الذي مارسه الاحتلال فقد انخفضت أعداد الطلبة بنسبة 33.88%، وكذلك أعداد الخريجين انخفضت بنسبة 34.62% ما بين 1993 و1995.

##### مؤشر أعداد الأكاديميين التعليميين
تزايدت أعداد الأكاديميين من المدرسين بنسبة 11.83% وبلغت ذروتها في العام (1989-1990)، لتعود إلى الانخفاض في العام (1990-1991) وذلك نتيجة الظروف السياسية غير المستقرة. وفي العام 1992 ظهر تحسن من جديد، كما زاد عدد حملة شهادة الدكتوراه والماجستير، وكذلك فإن مقتنيات المكتبات من الكتب والمراجع قد انخفضت بشكل ملحوظ في العام (1992-1993). نتيجة تعرض مؤسسات التعليم العالي للاعتداء وتلف العديد منها. كما أن أعداد المبتعثين للدراسات العليا يظهر انخفاضاً ملحوظاً بين العامين (1985، 1993)، وقد يعود ذلك إلى عدم انتظام العملية التعليمية ضمن مؤسسات التعليم العالي واستكمالها ضمن ظروف غير طبيعية، الذي أثر بدوره على الإجراءات المتعلقة بالبعثات خلال تلك الفترة، وقد يعود ذلك إلى توفر الأعداد الكافية من الأكاديميين لتلبية متطلبات العملية التدريسية في الجامعات والكليات.

##### مؤشر المكتبات
يقدم توفر الكتب والنشرات والدوريات أحد المؤشرات المهمة لمكانة الجامعة، وقد تعرضت المكتبات ومقتنيات الجامعات الفلسطينية وكلياتها إلى الاتلاف الممنهج، وقد ظهر ذلك في تناقص أعداد الكتب والدوريات والنشرات العلمية خلال الفترة الزمنية من 1985 حتى العام 1994 إذ انخفض عدد الكتب والدوريات من 309402 إلى 161735، كما انخفضت عدد النشرات العلمية من 1811 إلى 442. وهو ما يعكس الخطر الثقافي الذي تعرضت له المؤسسات التعليمية وحرمان الطلبة من المصدر الأساسي للمعرفة وهو المكتبات.

##### مؤشر عدد المبتعثين
يقدم عدد المبتعثين من الطلبة مؤشراً على الاهتمام بتطوير مؤهلات الكوادر إذ ظهرت الحاجة لزيادة أعداد الأكاديميين، وتناقص أعداد المبتعثين منذ العام 1985 حتى العام 1994 وذلك نتيجة التضييق والحصار الذي مارسه الاحتلال، إذ استمر الإيفاد للبعثات حتى العام 1996 وتناقصت الأعداد بشكل ملحوظ. وقد مثل انتقال مؤسسات التعليم العالي إلى السلطة الوطنية الفلسطينية نقلة نوعية، إذ تم افتتاح الكليات الخاصة بالدراسات العليا للراغبين في اكمال دراستهم داخلها. كما طرأ التحول الواضح في منظومة التعليم العالي الفلسطيني لتنتقل إلى مرحلة تاريخية جديدة وفيما يلي توضيح لذلك:

#### مؤشرات كمية التعليم العالي بعد إعلان قيام السلطة الوطنية الفلسطينية
| الفترة                  | العام الدراسي | الجامعات | الكليات الجامعية | الطلبة المسجلون | الخريجون | العاملون في التدريس | المبتعثون للدراسة | الكتب والنشرات | الدوريات |
| ----------------------- | ------------- | -------- | ---------------- | --------------- | -------- | ------------------- | ----------------- | -------------- | -------- |
| بعد قيام السلطة الوطنية | 1995-1994     |          |                  |                 |          |                     |                   |                |          |
| بعد قيام السلطة الوطنية | 1996-1995     | 8        | 4                | 36898           | 2914     | 1626                | 57                | 425048         | -        |
| بعد قيام السلطة الوطنية | 1998-1997     | 8        | 4                | 52427           | 3056     | 1726                | -                 | 570213         | 13156    |
|                         | 1999-1998     | 8        | 4                | 61748           | 1284     | 1970                | -                 | 621157         | 1718     |
|                         | 2000-1999     | 8        | 4                | 65986           | 8380     | 1869                | -                 | 680193         | 3252     |
|                         | 2001-2000     | 11       | 5                | 75579           | 9682     | 1944                | -                 | 765966         | 672      |
|                         | 2002-2001     | 11       | 5                | 83492           | 10794    | 2067                | -                 | 690518         | 32993    |
|                         | 2003-2002     |          |                  |                 |          |                     |                   |                |          |
|                         | 2004-2003     | 11       | 9                | 106702          | 9566     | 3688                | -                 | -              | -        |
|                         | 2005-2004     | 11       | 13               | 142255          | 12192    | 3142                | -                 | -              | -        |
|                         | 2007-2006     | 11       | 13               | 148210          | 21851    | 6395                | -                 | -              | -        |
|                         | 2008-2007     | 12       | 12               | 160213          | 25275    | 5353                | -                 | -              | -        |
|                         | 2010-2009     | 14       | 15               | 376520          | 30206    | 5569                | -                 | -              | -        |
|                         | 2011-2010     | 14       | 15               | 213973          | 31702    | 7901                | -                 | -              | -        |
|                         | 2012-2011     | 15       | 18               | 325050          | 48397    | 7910                | -                 | -              | -        |
|                         | 2013-2012     | 15       | 18               | 201308          | 32551    | 6641                | -                 | -              | -        |
|                         | 2014-2013     | 15       | 19               | 214551          | 37682    | 6103                | -                 | -              | -        |
|                         | 2015-2014     | 15       | 19               | 221395          | 40043    | 6683                | -                 | -              | -        |
|                         | 2016-2015     | 15       | 17               | 216028          | 40058    | 6534                | -                 | -              | -        |
|                         | 2017-2016     | 15       | 16               | 207362          | 40734    | 6626                | -                 | -              | -        |
|                         | 2018-2017     | 15       | 15               | 211294          | 43978    | 6263                | -                 | -              | -        |
|                         | 2019-2018     | 17       | 17               | 207307          | 42773    | 6454                | -                 | -              | -        |
| جائحة كورونا            | 2020-2019     | 18       | 17               | 207384          | 39647    | 5688                | -                 | -              | -        |
| جائحة كورونا            | 2021-2020     | 18       | 16               | 203621          | 38325    | 6575                | -                 | -              | -        |
|                         | 2022-2021     | 21       | 15               | 214081          | 43285    | 6870                | -                 | -              | -        |

يتبين من الجدول المؤشرات الكمية لتطور التعليم العالي منذ إعلان استلام السلطة الوطنية الفلسطينية في العام 1994، ويعد التقرير الإحصائي للعام الدراسي 1995-1996 أول تقرير صادر عن وزارة التعليم العالي والبحث العلمي بعد قيام السلطة الوطنية الفلسطينية، وفيه توصيف دقيق للجامعات الثمانية والكليات الأربعة والجهة التي تتبع لها من حكومية أو عامة، أو وكالة الغوث وتشغيل اللاجئين، إذ تعد جامعة القدس المفتوحة جامعة حكومية، وكذلك كلية التربية في غزة، كما تعد كليتا العلوم التربوية لكل من الذكور والإناث في رام الله تابعة لوكالة الغوث في حين تعد الجامعات المتبقية وكلية بوليتكنيك فلسطين الخليل جهات عامة.

##### مؤشر أعداد الجامعات
كما يظهر التقرير الاحصائي للعام 2000-2001 عدد الجامعات الذي أصبح 11 جامعة، وخمس كليات جامعية موزعة إلى 8 جامعات في الضفة الغربية، و 3 جامعات في قطاع غزة، و 5 كليات جامعية في الضفة الغربية، و19 كلية مجتمع في كل من الضفة الغربية وقطاع غزة، وقد بلغ عدد كليات المجتمع خمساً وعشرين كلية موزعة إلى 10 كليات مجتمع في الضفة الغربية، و 5 كليات في غزة، وفي العام الدراسي 2007-2008 أصبح عدد الجامعات 12 جامعة، منها 9 في الضفة الغربية، و3 في قطاع غزة، و12 كلية جامعية تمنح درجة البكالوريوس ودبلوم متوسط، وفي العام 2009-2010 بلغ عدد الجامعات التقليدية 13 منها 8 في الضفة الغربية و5 في قطاع غزة، و 15 كلية جامعية منها 10 في الضفة الغربية، و5 كليات جامعية في قطاع غزة، ما بين حكومية وخاصة، وتابعة لوكالة الغوث، وجامعة القدس للتعليم المفتوح وفي العام 2012-2013 أصبح عدد المؤسسات التعليمية 53، منها 14 جامعة تقليدية موزعة كالآتي: 9 في الضفة الغربية، و5 في قطاع غزة، وجامعة القدس للتعليم المفتوح لها 22 مركزاً موزعة إلى 17 في الضفة، و5 في غزة، و18 كلية جامعية موزعة كالآتي: 12 في الضفة و6 في القطاع، وفي العام 2013-2014 بلغ عدد الجامعات 15 جامعة تقليدية، تسع منها في الضفة وخمس في قطاع غزة، بالإضافة إلى جامعة القدس للتعلم المفتوح، و19 كلية جامعية، منها 13 في الضفة الغربية و6 في قطاع غزة، وفي العام 2015-2016 طرأ تعديل على عدد الكليات الجامعية لتصبح 17، منها 12 في الضفة، و5 في القطاع، وفي العام 2017-2018 أصبح عدد الجامعات 15 بما فيها التعليم المفتوح، و15 كلية جامعية، وفي العام 2018-2019 بلغ عدد الجامعات 17 جامعة منها 15 جامعة تقليدية وجامعتين مفتوحتين هما: جامعة القدس المفتوحة في الضفة والقطاع عامة، وجامعة العربية المفتوحة في رام الله خاصة، بالإضافة إلى 17 كلية جامعية موزعة بين الضفة والقطاع وفي العام 2019-2020 كان عدد الجامعات 18 جامعة، منها 10 في الضفة و6 في القطاع، بالإضافة إلى جامعتين للتعليم مفتوح، وعدد الكليات الجامعية 17 منها 12 في الضفة، و5 في القطاع بعضها عام وحكومي وخاص، ومنها ما هو تابع لوكالة الغوث، وفي العام 2020-2021 بلغ عدد الجامعات 16 جامعة، وجامعتين مفتوحتين و16 كلية جامعية، ثلاث منها حكومية، وثمان عامة و5 خاصة منها في الضفة الغربية 10 جامعات، و11 كلية جامعية، منها ثمان حكومية، وكلية عامة، وست كليات خاصة، وكلية واحدة الوكالة الغوث، وفي قطاع غزة 6 جامعات، و5 كليات، بالإضافة لمراكز التعليم المفتوح الجامعة القدس، والجامعة العربية.
وقد وصل عدد الجامعات في العام 2022 إلى 21 جامعة من ضمنها جامعتان للتعليم المفتوح، منها 13 جامعة في الضفة الغربية و6 جامعات في القطاع، و15 كلية جامعية، منها 10 كليات في الضفة الغربية، و5 كليات في قطاع غزة، مع اتساع التخصصات والأقسام في كل منها.

##### مؤشر أعداد الطلبة
يتضح النمو المطرد في أعداد الطلبة المسجلين في الجامعات ما بين الأعوام 1995 حتى العام 2008 من 36898 إلى 160213 من الطلبة لتحدث بعد ذلك زيادة ملحوظة في الملتحقين بالجامعات والكليات الجامعية، وصلت ذروتها في العام 2009-2010 إذ بلغ عددهم 376520، ليصبح عدد الطلية المسجلين في العام 2021-2022 214081، وهو ما يشير إلى أن الأعداد تتأثر بمعطيات مختلفة، بعضها سياسي وبعضها صحي، إذ كان لانتشار جائحة كورونا أثر سلبي على سير عملية التعليم العالي عالمياً. وجدير بالذكر أنه في العام 2014-2015 بلغ عدد المسجلين 214551 منهم 132.449 من الجامعات التقليدية، ومن ضمنهم 40 مسجلين في درجة الدكتوراه، و775 في الماجستير و16466 من الكليات الجامعية، و60230 من التعليم المفتوح وفي العام 2015-2016 بلغ عدد الطلبة المسجلين في هذا العام 216028 من ضمنهم 45 طالب دكتوراه، و6896 طالب ماجستير ضمن الجامعات التقليدية، وفي العام 2016-2017 بلغ عدد الطلبة المسجلين 207362 منهم 136459 في الجامعات التقليدية، منهم 27 دكتوراه، و8671 ماجستير 14876 في الكليات الجامعية، وفي العام 2018-2019 بلغ عدد الطلبة 207307 منهم 139037 في الجامعات و16849 في الكليات الجامعية و51421 في التعليم المفتوح؛ وفي العام 2018-2019 بلغ عدد الطلبة 207307 منهم 139037 في الجامعات و16849 في الكليات الجامعية، و51421 في التعليم المفتوح، وفي العام 2019-2020 بلغ عدد الطلبة المسجلين 207384، منهم 144512 من الجامعات التقليدية من ضمنهم 419 طالب دكتوراه و 9256 طالب ماجستير، ذلك أن نمو برامج الدراسات العليا وتطورها والتحاق الطلبة بها يقدم مؤشراً مهماً على مكانة الجامعات، ونوعية مخرجاتها أيضاً. وقد بلغ عدد الطلبة في العام 2020-2021 203621، موزعين على النحو الآتي: 147231 في الجامعات التقليدية، منهم 563 طالب دكتوراه و9468 طالب ماجستير و101 دبلوم عالي. وكذلك 11600 طالب في الكليات الجامعية بالإضافة إلى 44790 في التعليم المفتوح. وفي العام 2021-2022 بلغ عدد الطلبة المسجلين 214081 موزعين إلى 155060 من الجامعات التقليدية، منهم 726 طالب دكتوراه، و9805 طالب ماجستير و68 دبلوم عالي: وكذلك 15540 مسجلين في كليات جامعية، بالإضافة إلى 43481 في التعليم المفتوح، منهم 25 طالب دكتوراه، و712 ماجستير.
إن زيادة أعداد الطلبة يؤثر على مخرجات التعليم وجودتها نتيجة زيادة نسبة الاكتظاظ مع عدم وضوح سياسات التمويل. ومع ذلك فإنه يمكن النظر إلى ازدياد أعداد الطلبة لاسيما ضمن برامج الدراسات العليا بكونها مؤشراً كمياً ونوعياً يمكن التوقف عنده كما أن نسبة الالتحاق بالتعليم الجامعي في فلسطين يعد أدنى من المعدل العربي مع وجود فجوة واضحة لصالح الإناث.

##### مؤشر أعداد المتخرجين
يتضح النمو الواضح في أعداد المتخرجين من العام 1994-2022 من 2914 إلى 43285 خريج، وقد بلغت الذروة في العام 2011-2012 إذ بلغت 48397، وقد تميز هذا العام الدراسي بتخرج طالب من شهادة دكتوراه من تخصص الكيمياء في كلية الدراسات من جامعة النجاح الوطنية، كما تخرج 1915 طالب ماجستير من كليات الدراسات بتخصصاتها في جامعة بير زيت والنجاح الوطنية والقدس وجامعة الخليل والجامعة الإسلامية.
وقد بدأت في العام الدراسي 1999-2000 تباشير نتائج التخرج من برامج الدراسات العليا تظهر وبشكل ملحوظ، إذ بلغ عدد المتخرجين من حملة الماجستير 382، وحملة درجة الدبلوم العالي 499 وخريجي البكالوريوس 7359 والدبلوم المتوسط 140، وهو ما يظهر ارتفاعاً في عدد الطلبة من حملة الشهادات العليا والذي يعد بدوره مؤشراً على تحسن جودة المخرجات التعليمية ويمثل الطلبة الذكور منهم ما نسبته 53.09%، والخريجات الإناث 46.91%. وهي نسب مقاربة وتؤكد اهتمام الشباب الفلسطينيين من كلا الجنسين بالتحصيل العلمي العالي. وفي العام 2009-2010 بلغ عدد الخريجين 30206 ومنهم خريج واحد من درجة دكتوراه في جامعة النجاح الوطنية من تخصص العلوم، و750 خريجاً درجة ماجستير وفي العام 2012-2013 بلغ عدد الخريجين للعام ذاته 32551 منهم خريج من درجة الدكتوراه من الجامعة الإسلامية قسم الدراسات العلياء و2713 من درجة الماجستير يشكل الطلبة الذكور منهم 68 والإناث 32. وفي العام 2013-2014 بلغ عدد الخريجين 37682 منهم 2709 من درجة الماجستير يشكلون نسبة 66% ومنهم 33.19% خريجات من الإناث حيث تخرج من الجامعات التقليدية 23.731 تخرج منهم 1810 من حملة درجة الماجستير بالنظر إلى العام 2014-2015 بلغ عدد الخريجين 40043 منهم 25166 من الجامعات التقليدية، حصل منهم 2302 على درجة الماجستير، وكذلك تخرج من الكليات الجامعية في هذا العام 3592 من الطلبة، ومن التعليم المفتوح 8072. وفي العام 2015-2016 بلغ عدد الخريجين 40058، منهم 1949 من درجة الماجستير، وفي العام 2016-2017 بلغ عدد المتخرجين 40734، منهم 27231 من الجامعات التقليدية ومنهم ثلاثة من درجة الدكتوراه في الفيزياء من كلية الدراسات العليا في جامعة النجاح الوطنية، و2739 من الكليات 43978 الجامعية، و10764 في التعليم المفتوح في العام 2017-2018، بلغ عدد المتخرجين منهم أربعة بدرجة الدكتوراه في الجامعة الإسلامية كلية الدراسات العليا، كما تخرج 3733 بدرجة الماجستير، منهم 65.82% من الطلبة الذكور، و34.18% من الإناث وفي العام 2018-2019 بلغ عدد المتخرجين 42773، منهم 28463 من الجامعات التقليدية، تخرج منهم 14 درجة دكتوراه و 2680 درجة ماجستير، كما بلغ عدد الخريجين في الكليات الجامعية 3511، وفي التعليم المفتوح 10759 وفي العام 2019-2020 بلغ عدد الخريجين 39647، منهم 27755 من الجامعات التقليدية، وفيهم 8 بدرجة دكتوراه، و2715 بدرجة ماجستير، وخريجي الكليات الجامعية 2469. وفي العام 2020-2021 بلغ عدد الخريجين 38325، منهم 26350 من الجامعات فيهم بدرجة الدكتوراه و2634 ماجستير، كما بلغ عدد الخريجين في الكليات الجامعية 2271، وفي التعليم المفتوح 9704، منهم 66 بدرجة الماجستير. وقد بلغ عدد الخريجيين في العام 2020-2021 43285، منهم 29622 من الجامعات التقليدية، منهم 38 بدرجة الدكتوراه، و2746 بدرجة ماجستير، و2008 من الكليات الجامعية، وعدد خريجي التعليم المفتوح 11655، منهم 99 خريجاً بدرجة ماجستير.
إن الغالبية العظمى من الخريجين من التخصصات الإنسانية والاجتماعية الخدمية التقليدية غير المنتجة مقارنة بالتخصصات التطبيقية والعلمية التي تعد غير متكافئة معها أكاديمياً وعملياً.

##### مؤشر أعداد الأكاديميين التعليميين
تزايدت أعداد الأكاديميين التعليميين في التعليم العالي بشكل ملحوظ بين الأعوام 1994-2020، من 1626 إلى 6870 أكاديمياً، وبعد هذا النمو المطرد منسجماً مع تزايد أعداد الطلبة في الجامعات والكليات الجامعية في فلسطين، وقد بلغت أعداد الأكاديميين ذروتها في العام 2011-2012 إذ بلغ عددهم 7910، منهم 2020 برتبة أستاذ، و414 برتبة أستاذ مشارك، و1853 برتبة أستاذ مساعد، ويشغل البقية رتب محاضر ومدرس ودون رتبة.
وحدد التوصيف الوظيفي الموحد للعاملين في الجامعات بشكل واضح في الدليل الاحصائي الصادر في العام 2003-2004 الصادر عن وزارة التربية والتعليم العالي، وحددت بموجبه توصيف الأكاديمي التعليمي والإداري أكاديمي بحثي ومساعد التدريس، وهو ما جعل مهام الأكاديميين ومؤهلاتهم وخبرتهم معيار واضح للعمل في الجامعة. وفي العام الدراسي 2007-2008 بلغ عدد الأكاديميين 5353، منهم 143 أستاذاً، و3030 أستاذاً مشاركاً، و1118 أستاذاً مساعداً. وفي العام 2009-2010 بلغ عدد العاملين الأكاديميين 5569، منهم 165 برتبة أستاذ، و برتبة أستاذ مشارك و1808 برتبة أستاذ مساعد، واستمرت الجامعات والكليات في عملها كما في العام 2010-2011، كما تميز هذا العام بأعداد الملتحقين من الطلبة بدرجة الماجستير في الجامعات الفلسطينية، وقد بلغ عددهم 9455. وفي العام 2012-2013 بلغ عدد الأكاديميين العاملين 6641 منهم 334 أستاذاً جامعياً، 409 أستاذاً مشاركاً، و1907 من الأساتذة المساعدين، موزعين ضمن الجامعات بما فيها التعليم المفتوح والكليات الجامعية كما تخرج بدرجة ماجستير 868 من الإناث، و1845 من الذكور وفي العام 2013-2014 بلغ عدد العاملين الأكاديميين 6103، منهم 3837 في الجامعات التقليدية و794 الكليات الجامعية والتعليم المفتوح 1772 منهم 197 برتبة أستاذ، و389 برتبة أستاذ مشارك، و1756 برتبة أستاذ مساعد بالإضافة لأكاديميين من رتبة المحاضر والمدرس وغير ذلك. وفي العام 2014-2015 بلغ عدد الأكاديميين 6683، منهم 4303 في الجامعات التقليدية، وهم ضمن رتب علمية مختلفة 215 برتبة أستاذ و367 أستاذ مشارك و1416 برتبة أستاذ مساعد، كما عدد الأكاديميين 949 من الكليات الجامعية، و1431 في التعليم المفتوح. كما بلغ عددهم في العام 2015-2016 6534 منهم 304 برتبة أستاذ أي ما نسبته 4.65% و452 برتبة أستاذ مشارك ويشكلون ما نسبته 6.92%، و1860 برتبة أستاذ مساعد ونسبتهم 28.47%. ضمن الجامعات والكليات الجامعية. وفي العام 2016-2017 بلغ عدد الأكاديميين 6626، منهم 4360 في الجامعات التقليدية، وفي الكليات الجامعية 929، وفي التعليم المفتوح 1337. وفي العام 2017-2018 أصبح عدد الأكاديميين 6263، منهم 327 من رتبة أستاذ، و425 برتبة أستاذ مشارك و1899 أستاذاً مساعداً وبزيادة مطردة بلغ عددهم في العام (2018-2019 6454، منهم 4634 في الجامعات، و961 في الكليات الجامعية، و859 في التعليم المفتوح، إذ بلغ عدد من هم برتبة أستاذ 350، ومن هم برتبة أستاذ مشارك 450، و2070 أستاذاً مساعداً. لينخفض العدد قليلاً في العام 2019-2020، ويصبح 5688 منهم 5019 في الجامعات و826 في الكليات الجامعية، و843 في التعليم المفتوح، منهم 387 برتبة أستاذ، و538 أستاذاً مشاركاً، و2095 أستاذاً مساعداً. وفي العام 2020-2021 بلغ عدد الأكاديميين التعليميين 6575 أستاذاً، و563 أستاذاً مشاركاً، و2316 أستاذاً مساعداً. وقد بلغ عدد الأكاديميين التعليميين في العام 2021-2022 6870، منهم 5551 في الجامعات التقليدية، و723 في الكليات الجامعية، و596 في التعليم المفتوح، ورتبيهم 440 برتبة أستاذ، و612 أستاذاً مشاركاً، و2304 من الأساتذة المساعدين. بالإضافة للمحاضرين والمدرسين.
ويؤخذ على التقارير والأدلة والإحصاءات الصادرة عن وزارة التربية التعليم العالي منذ العام 1996 حتى 2022 عدم التطرق المؤشري أعداد المبتعثين والمنح وطبيعتها، كما أن المؤشرات المتعلقة بالمكتبات والدوريات لم يتم التطرق لها، كما لم يتم ذكر إحصاءات حول المجلات العملية في الجامعات والمنشورات الصادرة عنها، وعلى اعتبار المؤشرات الكمية تقدم دليلاً على التطور في حجم الجامعات واتساعها من ناحية أعداد الطلبة والأساتذة، وطبيعة البرامج التي يتم تقديمها لاسيما المتعلقة بالدراسات العليا، إلا أن هذه المؤشرات الكمية المطردة في النمو بشكل متواتر تعكس بشكل جلي تأثير الأحداث التي تعرضت لها فلسطين على مدى عقود من الزمن، وما ترتب عليها من نتائج لعل أهمها غياب سياسية تربوية تعليمية وطنية واضحة، وفي الواقع فإن هذا النمو الكمي يحتاج إلى التدعيم بمزيد من المؤشرات النوعية.

### المؤشرات والأدلة النوعية

#### البحث العلمي
أوضح الهدف الثالث لاستراتيجية قطاع التعليم العالي في العام 2021-2023 ضرورة الارتقاء بمستوى البحث العلمي لضمان جودة دوره في التنمية المستدامة، من خلال وضع السياسات التي تسهم في التوسع بالأبحاث العلمية وتمويلها وتشجيع مشاركتها في المؤتمرات العلمية، وتحفيز الأبحاث التطبيقية العملية، وتعزي مكانة البحث العلمي في البرامج والتخصصات المختلفة، وإنشاء مراكز الأبحاث وتطويرها لتوفير بيئة بحثية مشجعة على الابتكار، والعمل لرفع تصنيف الجامعات وكوادرها من خلال وضع نظام يضمن الحفاظ على أخلاقيات البحث العلمي، وتدريب المهتمين بالبحث العلمي على العمل في ضوء المعايير العالمية، وتطوير قدراتهم، وربط انتاجهم العملي البحثي بنظام الحوافز، وتأسيس مجلات علمية محلية وربطها بأنظمة النشر العربية والعالمية، ووضع المعايير لقبولها، وتسهيل المشاركة في المسابقات العالمية والإقليمية بالإضافة إلى تنويع مصادر تمويل البحث لاسيما ذات الأولوية الوطنية بالتشاركية مع الجهات ذات الصلة عربياً ودولياً إذ يعد العمل على إدراج الجامعات الفلسطينية ضمن التصنيفات العالمية هدفاً استراتيجياً، لاسيما أنها خارج التصنيف عالمياً، وهناك بعض المؤشرات الخجولة، إذ حصلت جامعة بير زيت على تصنيف كيو إس للجامعات العالمية، والمركز الرابع عربياً، يليها جامعة القدس.
وقد أوضحت الاستراتيجية القطاعية للتعليم العالي للعام 2021-2023 إلى التوسع في الأبحاث العلمية ذات التأثير في مجال العلوم التطبيقية، من 782 بحثاً في العام 2019، لتصبح 1456 بحثاً في العام 2023. كما بلغ عدد الأبحاث المنشورة في أوعية عالمية ذات تصنيف عالي 1400 في العام 2023، كما أن نسبة الصرف على البحث العملي ارتفعت من 0.3% في العام 2019 إلى 0.5% في العام 2023.
ويعد ارتفاع عدد الأبحاث العلمية من 21 بحثاً في العام 1996 إلى 843 في العام 2018، وتحسن التصنيف العلمي من المرتبة 150 في العام 1996 إلى المرتبة 100 بحث في العام 2018. مع ذلك فإن نسبة الإنتاج البحثي تعد منخفضة مقارنة بالدول العربية والعالمية نتيجة ضعف تمويل البحث العلمي وقلة الإنتاج البحثي وضعف القدرة البحثية لدى الأكاديميين والباحثين في المجال التربوي. ذلك أن وضوح التوجهات المعرفية والسياسات الداخلية للجامعات، ونمط علاقات ضمنها يسهم بشكل كبير في سياسات الإنفاق على البحث العلمي، وما إذا كانت هدفها تنافسياً ذاتياً أم مجتمعي. وبالرغم من ذلك فإن هذا الاهتمام بالتنافس العالمي لمؤسسات التعليم العالي البحثية والتركيز على تقييمها عالمياً أدى إلى اهمال مكانتها في السياق المحلي.
كما أظهر التقرير أداء الحكومة في العام 2021 حول العام 2020 بكونه عام الطوارئ إلى اطلاق مبادرات بين وزارة التعليم العالي والبحث العلمي مع عدة جهات محلية وعالمية لتعزيز البحث العلمي والنشر بمجلات علمية محكمة ذات تصنيف عالمي من خلال مسابقة التميز في البحث العلمي والقيام بمشروع هوريزون ضمن التعاون البحثي الفلسطيني الألماني، وتحكيم 34 بحثاً علمياً، واطلاق مسابقة خاصة بالطالب الجامعي، وتشجيع الخريجين على البحث والابداع، والقيام بأبحاث علمية حول كوفيد 19 وعدة جوانب ذات صلة بالتقنيات الطبية الرقمية، بما فيها الذكاء الاصطناعي، والقيام بأبحاث في الطاقة المتجددة، واعتماد برامج ماجستير ودكتوراه، وتطوير المختبرات والأدوات للأبحاث التطبيقية، وتدريب الباحثين الأكاديميين التربويين القيام بمسابقة قام بها 105 طلاب من التعليم العالي وتكريم الفائزين منهم.

#### جودة التعليم الجامعي ونوعيته
بعد تحسين جودة التعليم الجامعي ونوعية مخرجاته أول هدف ضمن استراتيجية القطاعية للتعليم العالي للعام 2021-2023. وقد تمكنت من تطوير وتوفير البنى التحتية والمرافق التي تساعد في تطوير عملية التعليم والتعلم، بالإضافة إلى تطوير أنظمة الابتعاث، ومعادلة الشهادات وأطر التعيين والترقية، وتفعيل التشاركية والنقل بين الجامعات محلياً وخارجياً، وتطوير قدرات الكوادر التدريسية المتخصصة في التعليم عن بعد والتعلم المدمج وتطوير البرامج والمناهج لتواكب التطور التقني واحتياجات سوق العمل، وتفعيل التقييم المستمر، كل ذلك في اطار المعايير العالمية. وقد توصلت نتائج دراسة مسحية لتحسين جودة التعليم إلى إعداد دليل عمل وضح البرامج والتراخيص المعتمدة، وإغلاق برامج وشروط القبول والتصنيف الجامعي في ضوء التصنيفات العالمية. وقد أسهم ازدياد عدد المسجلين في الجامعات الذي بلغ أكثر من الضعف - مع استمرار مشكلات التمويل والانفاق - إلى بناء تصور واسع بأن جودة التعليم العالي الفلسطيني قد انخفضت، إذ تعاني معظم الجامعات من عجز مستمر ومزمن يرسخ المخاوف المتعلقة بجودة التعليم العالي وإمكانية تجاوزها مع المحاولات الخجولة للقيام بالإصلاحات الداخلية.
كما قامت وزارة التعليم العالي والبحث العلمي في العام 2021 بالتطوير التقني للأنظمة الإدارية والمالية، وكذلك تطوير مجال البعثات والمنح، إذ تم تقديم عدة منح خارجية بلغ عددها 991، ومنح داخلية بلغ عددها 1110، و394 منح الأردن، و300 منحة مجموعة الاتصالات والتخصصات التقنية وجميعها ممولة من جهات حكومية وعامة وخاصة بالإضافة إلى عدة اتفاقيات لإقراض الطلبة، وتصديق 58812 شهادة صادرة عن مؤسسات التعليم العالي، ومعادلة 710 شهادة صادرة عن مؤسسات تعليم عال غير فلسطينية، وإنشاء المباني والمراكز المتخصصة وتطويرها لتلبي احتياجات الجامعات.

#### الحوكمة والاستقلالية والحرية الأكاديمية
يشير الهدف الاستراتيجي الخامس من الخطة القطاعية للتعليم العالي للعام 2021-2023 إلى إصلاح وتطوير إدارة وحوكمة التعليم العالي، وضمان استدامته، ولتحقيق ذلك: تم إصدار عدد من التشريعات وتبنيها وتعديلها في ضوء المعايير والأنظمة والسياسات العامة، وإصدار تقارير التقييم والمتابعة لعمل المؤسسات وممارستها لأبعاد الحوكمة بالإضافة إلى مأسسة مسؤوليات الأنظمة الإدارية والمالية وتطويرها وحوسبتها.
كما تعد الإصلاحات الداخلية للقوانين والأنظمة داخل المؤسسات التعليمية - بما ينسجم مع التوجهات العالمية - أحد أهم متطلبات التطوير. وقد بين تقرير للبنك الدولي في العام 2012 - حول حوكمة الجامعات الفلسطينية بأنواعها المختلفة عامة وخاصة وحكومية . أنها تمتلك مستوى ملموساً وعاليا من الاستقلالية وتتمتع بالحرية في سياساتها بالتوظيف والموارد البشرية وإدارتها، واستخدام الموارد وتحديد الرسوم، إلا أنها أقل استقلالية وحرية أكاديمية في عملية نقل وتطوير المعرفة والإنتاج العلمي وتطوير المناهج والبرامج الجديدة، ويعود السبب إلى غياب السياسات الديموقراطية، وسيادة الهيمنة الحزبية والأمنية والإدارية.

#### تلبية التخصصات السوق العمل
قامت وزارة التعليم العالي والبحث العلمي بمواكبة عدة تخصصات ذات صلة بالتطور الرقمي وقواعد البيانات والبرمجيات في ضوء منهجية معيارية وطنية لتطوير مناهج التعليم وفقا لاحتياجات سوق العمل وكذلك القيام ببرامج تنمية كفاءات الأكاديميين في تخصصات التعليم العالي، ووضع معايير تقييم مهنية لتخصصات الهندسة الكهربائية والميكانيك. توجد وجود فجوة كبيرة بين التعليم المكتسب في الجامعات واحتياجات سوق العمل، وأن العلاقة بين مؤسسات المجتمع وسوق العمل والجامعات بكوادرها تعد ضعيفة.

#### الانفاق على التعليم العالي
تتأثر مؤسسات التعليم العالي بالتوجهات السياسية متمثلة بالتزامات السلطة السياسة بالتمويل والإنفاق على التعليم العالي. وتتلقى الجامعات الفلسطينية بمرجعياتها الحكومية والعامة والخاصة مصادر تمويل مختلفة، وتختلف آليات تمويل الجامعات من قبل جهات داعمة تعمل على تقديم المنح على شكل أقساط ورسوم للطلبة، وتمثل ما قدره 40-80% من الإيرادات؛ إذ يتم تمويل الجامعات العامة من قبل السلطة الفلسطينية بإشراف الوزارة، أما الجامعات الخاصة الربحية وغير الربحية فيتم التعامل معها كشركات تخضع لقوانين وأنظمة خاصة. وقد أوضح القانون العام 1998 رقم 11 التزامات الحكومة تجاه الجامعات العامة، لكنه لم يحدد نسبة ما يجب تقديمه لها، وقد تأثرت هذه النسب بالأزمات المالية التي تعرضت لها السلطة الوطنية، ولاسيما بعد توقف الدعم المباشر الخارجي ولاسيما الأوروبي، واقتصاره على تلبية بعض الاحتياجات اللوجستية، وهو ما انعكس سلباً على مخصصات الإنفاق الجامعي وفقاً لتقرير وزارة المالية حول الإنفاق السنوي للعام 2020، إذ بلغ الانفاق الفعلي لوزارة التعليم العالي والبحث العلمي 18.1% من إجمالي النفقات وهي نسبة منخفضة ولا تلبي احتياجات هذا القطاع.

## تحديات التعليم العالي في فلسطين
على الرغم من ازدياد نسب الالتحاق بالتعليم العالي إلا أنه لم يستطع مواكبة التطورات المتسارعة في القرن الحادي والعشرين، وقد أدت الأوضاع السياسية المعقدة بعد اتفاق أوسلو وعدم التوصل إلى حل دولي عادل بين منظمة التحرير والاحتلال الإسرائيلي، وما تبعه من تعميق القيود السياسية والاقتصادية والاجتماعية والثقافية واستمرار العدوان الإسرائيلي على المناطق الفلسطينية، بالإضافة إلى الصراع السياسي الداخلي وانقسام القوى الفلسطينية في الداخل بين قبول ورفض ذلك إلى تكريس العجز على جميع قطاعات الحياة. وفي الواقع يتجه العديد من الطلاب إلى الجامعات العربية والفلسطينية إلى دول غربية أو عربية أخرى لعدة أسباب منها عدم قدرتهم على الإيفاء بمتطلبات القبول الجامعي وعدم استيعابهم ضمنها، وامتلاكهم الإمكانيات المادية للالتحاق بها.

### عدم الاستقرار السياسي
يشكل استمرار احتلال الأرض الفلسطينية أحد أكبر التحديات وأهمها في طريق تطور التعليم العالي، ومازال الاحتلال الإسرائيلي يعمل بشكل ممنهج على عرقلة التعليم، وفرض الحصار، ومنع المؤسسات التعليمية من القيام بدورها في بيئة آمنة ومستقرة. كما يعد الانقسام الفلسطيني من التحديات الكبيرة التي أدت إلى حالة من التفكك في عمل المؤسسات التعليمية نتيجة غياب المرجعية الوطنية الواحدة المشرفة على التعليم العالي، وهو ما انعكس على الواقع، وأدى إلى غياب الرقابة والانحراف نحو الهدف التجاري بعيداً عن الأهداف الأسمى وهي مواكبة التطور وفتح الكليات والأقسام الحديثة ضمن شروط علمية ملائمة وغياب الرقابة على المناهج ومساقات التعليم وجودتها، كما أدى هذا الانقسام إلى كبت الحريات نتيجة خضوع الجامعات إلى جهات وفصائل سياسية ما جعل الأجواء الجامعية في حالة توتر مستمر، كما لم تعد تجرى الانتخابات الطلابية بالإضافة إلى غياب قانون انتخاب ينظم عمل الأحزاب السياسية في الجامعات.

### السياسات الليبرالية وتراجع دور الحكومة في دعم مؤسسات التعليم العالي
أسهم اعتماد السياسة الليبرالية في تراجع دور الحكومة وتخليها عن تقديم ما يلزم لقطاع التعليم العالي، بحجة خفض العبء على الميزانية، وبتأثير الضغط من الجهات الدولية المانحة وإهمال واقع الاستعمار الذي تعيشه فلسطين، وهو ما أدى إلى تسليع التعليم وإدخال أقسام جديدة فقط لكونها تستقطب الطلبة بهدف زيادة دخل الجامعة دون ربطها بسوق العمل، وكذلك خفض أجور الكوادر التدريسية وأثره السلبي على عملهم وتوجههم نحو أعمال مختلفة تؤثر على جودة التعليم ونوعيته.

### مشكلات التمويل والدعم المالي
إن العجز المالي التراكمي في الجامعات الفلسطينية يعود إلى عدم وجود سياسة تمويل واضحة، وذلك منذ نشأت مؤسساته، وعدم وجود استثمارات تؤدي إلى عوائد ذاتية لهذه المؤسسات، وهو ما يشكل قيوداً على المنح الداخلية للجامعات، كما يؤدي إلى عجز التعليم العالي عن تلبيته لمتطلبات العاملين فيه، واضطراره لتعليق الدوام نتيجة احتجاج العاملين من أجل زيادة الأجور من جهة، واحتجاج الطلبة على زيادة الرسوم مع تزايد أعدادهم سنوياً، وتأثير الظروف الاقتصادية والحصار، وعجزهم عن دفع الرسوم التي تعد المصدر الرئيس للتمويل فيها، في ظل تذبذب الدعم المالي من قبل السلطة الوطنية وعدم انتظامه. وهو ما يزيد العجز في ميزانيات الجامعات، وكذلك ارتفاع نسب البطالة.

### تحدي تطوير جودة نوعية مخرجات المؤسسات في التعليم العالي
يشكل تطوير نوعيه وجودة المخرجات في مؤسسات التعليم العالي من أهم تحديات التعليم العالي بمؤسساته، التي تظهر جلية في غياب الحلقة التي تربط برامج التعليم العالي باحتياجات سوق العمل، وضعف عمليات التقويم والتقييم الذاتية والخارجية للبرامج والجامعية، وقلة المرونة في معايير ضبط الجودة والترخيص والاعتماد، وكذلك قلة الأدوات المقننة التي تسمح بتطبيق هذه المعايير، ونقص التقارير والدراسات الوطنية التي تعنى بقياس وتقويم وتقييم ومتابعة عمليات التعليم والتعلم وكافة معايير الجودة. ومن التحديات أيضاً غياب السياسات الواضحة من أجل تفعيل العمل بالتعليم الرقمي والمدمج وقلة عدد البرامج والدرجات القائمة على التفاعل الرقمي المشترك مع الجامعات الدولية، والاعتماد على التعليم التقليدي المباشر، وإهمال دور المتعلم الذاتي وضعف البرامج التي تنمي لديه الإبداع والابتكار والريادة.

### ضعف البحث العلمي
يعود لعدة أسباب من أهمها: غياب السياسات والقوانين التي تشجع على ربط وتوظيف نتائج الأبحاث بالمجتمع، وأولوية الجانب التدريسي على البحثي في مؤسسات التعليم العالي، وقلة إنتاج الكوادر التدريسية للأبحاث التطبيقية، والاهتمام بأبحاث الترقية، وقلة الإسهام في قواعد البيانات العالمية، ضعف التشبيك بين العاملين في البحث التربوي والجهات الممولة محلياً وإقليمياً، وضعف التمويل والإنفاق واستدامته، وعدم ربط أطروحات الماجستير والدكتوراه بمشكلات المجتمع. ومما سبق يمكن القول أن واقع حال التعليم العالي يعاني من ضبابية الفلسفة التي توجه مساره وتحقيق أهدافه، كما يظهر فيه صراع الفلسفات الناتج عن واقع اجتماعی و سیاسی و اقتصادی مضطرب، وتوجهات عالمية تفرض نفسها بقوة بعيداً عن المجتمع ومعطياته. ويتطلب إحداث التغيير توفر ستة جوانب تمثل معالم أساسية في تطوير التعليم العالي وهي: مرونة النظام التعليمي، وربطه بحاجات سوق العمل المتجددة والمتطورة، وتطوير تقنياته وأساليبه، وبناء وتنمية قدرة المتعلم على التعلم الذاتي والنظر للتربية والتعليم على أنها عملية مستمرة، وربط التربية بالتراث العربي والعالمي.

## الاستنتاجات
الوضع السياسي غير المستقر والمستمر المتمثل بالاحتلال والانقسام الداخلي بعد سبباً مباشراً في عرقلة عمل مؤسسات التعليم العالي، وتحقيق استراتيجياته على المستوى الوطني التجاوز ما يعانيه من تحديات لتحسين جودته ونوعيته.
تنامي مؤشرات تطور التعليم العالي كماً ونوعاً بعد قيام السلطة الوطنية مقارنة بمرحلة ما قبل السلطة من ناحية أعداد الطلبة الملتحقين والخريجين والكوادر التعليمية بالجامعات والكليات، والذي يؤكد على أهمية الاستقرار والسيادة الوطنية في تطور مؤسسات التعليم ومن جهة ثانية فإن هذا التزايد يقدم دليلاً على تمسك الشباب الفلسطيني بالحصول على التعليم العالي مع تزايد أعداد طلبة الملتحقين في برامج الدراسات العليا من درجة الماجستير والدكتوراه، ومن جهة أخرى فإن ارتفاع الأعداد في التخصصات الإنسانية والاجتماعية مقارنة بالتخصصات التطبيقية والعلمية يتطلب صياغة استراتيجية وطنية للالتحاق بالتعليم العالي بما ينسجم مع نسب القبول في كل منها وحاجة سوق العمل لها.
تطرح المؤشرات النوعية متمثلة بالإنفاق والتمويل والبحث العلمي والحوكمة والاستقلالية والحرية الأكاديمية وتحسين جودة مخرجات التعليم العديد من المشكلات التي تتطلب الحل الجذري في ضوء رؤية وطنية شاملة هدفها هو بناء هوية جامعة تسهم في بناء شباب فلسطيني يتسم بانتمائه العميق لوطنه والمنفتح على العالم المتميز بكفاءته المنتج للمعرفة، والقادر على وضع بصمته الخاصة محلياً وعربياً وعالمياً في جميع التخصصات.
تواجه أنظمة التعليم العالي في بلدان الدول النامية عموماً تحديات تتعلق بالتطور الذي يفرضه القرن الحادي والعشرون في إنجازاته التقنية المتمثلة بثورة الذكاء الاصطناعي الذي يشكل تحدياً للدول التي تعيش ظروفاً سياسية واقتصادية اعتيادية، وتحديا مضاعفا للتعليم العالي في فلسطين.